# Баранов, Александр Михайлович (борец)
Александр Михайлович Баранов (27 мая 1958) — советский борец греко-римского стиля, многократный призёр чемпионатов СССР, обладатель Кубка мира в команде.

## Биография
В марте 1977 года в Ташкенте на чемпионате СССР стал бронзовым призёром. В 1978 году в финском Оулу стал чемпионом Европы среди молодёжи. В феврале 1980 года в Москве на чемпионате СССР в финале уступил Анатолию Быкову и стал серебряным призёром. В декабре 1980 года на Кубке мира в шведском Треллеборге в личном зачёте стал серебряным призёром, а в команде победителем. В июле 1983 года стал бронзовым призёром чемпионата Советского Союза, в том же месяце на Спартакиаде стал серебряным призёром, уступив чемпионство Геннадию Корбану.

## Спортивные результаты
- Чемпионат СССР по классической борьбе 1977 — ;
- Чемпионат Европы по борьбе среди молодёжи 1978 — ;
- Чемпионат СССР по классической борьбе 1980 — ;
- Кубок мира по борьбе 1980 — ;
- Кубок мира по борьбе 1980 (команда) — ;
- Чемпионат СССР по классической борьбе 1983 — ;
- Спартакиада 1983 — ;